# Theo Ryuki
Theodoros Ryuki Kamekura Panagopoulos, meglio noto come Theo Ryuki (31 luglio 1995), è un ex calciatore giapponese, di ruolo centrocampista.

## Caratteristiche tecniche
È un centrocampista centrale.